# Nelson Sanabria Galeano
Nelson Augusto Sanabria Galeano (Asunción, 21 de enero de 1986) es un piloto de cuatriciclo paraguayo. Se inició en los deportes de motor a los 8 años. En 2014 se consagró campeón sudamericano de la categoría Quads en el atacama rally de Chile luego de haberse coronado campeón dakar series en el desafío inca en Perú. En 2014 se inscribió en el Dakar Rally, participando y completando todas las ediciones que participó hasta 2020 logrando un 100% de efectividad finisher (7 medallas en 7 participaciones). En la edición del Dakar 2015 ganó dos etapas (7.ª y 10.ª) ese mismo año hizo podio en el mundial FIM realizado en Abu Dabi y Catar.
Nelson volvió a estar presente en 2022 donde tuvo que retirarse voluntariamente luego de un accidente que sufrió su padre en plena asistencia mecánica en Arabia Saudita.
Nelsito es hijo del expiloto de rallies en autos Nelson Sanabria, ganador del Rally del Chaco del año 1988.

## Palmarés
Obtuvo los siguientes logros deportivos:
- Desafío Litoral 2012 (Dakar series)
- Desafío inca 2013 (Dakar series)
- Gran premio de villa unión la rioja 2013  (CARCC)
- La cumbre córdoba 2014 (CARCC)
- Belén catamarca 2014 (CARCC)
- Desafío guaraní 2014  (Dakar series)   villa regina 2014 (CARCC)
- Atacama rally 2014 (FIM WORLD CUP , CSRCC) 
  - Catar 2015 (fim world cup)  desafío ruta 40 2015  (Dakar series)   san Juan 2015  (CARCC)   desafío guaraní 2015 (Dakar series )
- Campeón Dakar series 2014
- CSRCC campeón sudamericano FIM de rally cross country  2014
- Subcampeón CARCC campeonato argentino de rally cross country 2014

## Resultados

### Rally Dakar
| Año     | Categoría | Vehículo | Posición | Etapas |
| ------- | --------- | -------- | -------- | ------ |
| 2014    | Quads     | Yamaha   | 12.º     | -      |
| 2015    | Quads     | Yamaha   | 4.º      | 2      |
| 2016    | Quads     | Yamaha   | 7.º      | -      |
| 2017    | Quads     | Yamaha   | 8.º      | -      |
| 2018    | Quads     | Yamaha   | 7.º      | -      |
| 2019    | Quads     | Yamaha   | 11.º     | -      |
| 2020    | Quads     | Yamaha   | 8.º      | -      |
| 2022    | Quads     | Yamaha   | Ret.     | -      |
| Fuente: |           |          |          |        |